# جايسون وارنر
جايسون وارنر هو لاعب بوكر كندي، ولد في 1985.